# ヴィットーリア (イタリア)
ヴィットーリア（イタリア語: Vittoria）は、イタリア共和国シチリア州ラグーザ県にある都市であり、その周辺地域を含む人口約64,000人の基礎自治体（コムーネ）。県都ラグーザに次ぎ、県内第2位のコムーネ人口を持つ。

## 地理

### 位置・広がり

#### 隣接コムーネ
隣接するコムーネは以下の通り。
- アーカテ
- キアラモンテ・グルフィ
- コーミゾ
- ラグーザ

## 人物

### 著名な出身者
- ルカ・マリン - 競泳選手
- ダニーロ・ナポリターノ - サイクルロードレース選手

## 姉妹都市
- en:Mátészalka、ハンガリー 1997年
- en:Siġġiewi、マルタ 2003年